# Полозов, Николай Георгиевич
Никола́й Гео́ргиевич По́лозов (род. 10 октября 1951) — советский легкоатлет, специалист по спортивной ходьбе. Выступал на всесоюзном уровне в 1970-х — 1980-х годах, обладатель бронзовой медали международного турнира «Дружба-84», чемпион СССР, победитель и призёр первенств всесоюзного значения, участник ряда крупных международных стартов. Представлял Ленинград и спортивное общество «Зенит». Мастер спорта СССР международного класса.

## Биография
Николай Полозов родился 10 октября 1951 года. Занимался лёгкой атлетикой в Ленинграде под руководством тренеров А. М. Нотмана и А. И. Буринского. Выступал за добровольное спортивное общество «Зенит».
Впервые заявил о себе на международном уровне в сезоне 1977 года, когда вошёл в состав советской сборной и выступил на Кубке мира по спортивной ходьбе в Милтон-Кинс, где в дисциплине 20 км занял итоговое 11-е место.
В 1980 году в ходьбе на 20 км финишировал пятым на соревнованиях в Черкассах, установил при этом свой личный рекорд — 1:20:50.
В 1982 году на дистанции 20 км выиграл бронзовую медаль на чемпионате СССР в Ленинграде.
В 1983 году в той же дисциплине одержал победу на международном старте в Наумбурге.
В 1984 году в ходьбе на 20 км превзошёл всех соперников на чемпионате СССР, прошедшем в рамках Мемориала братьев Знаменских в Сочи. Рассматривался в качестве кандидата на участие в летних Олимпийских играх в Лос-Анджелесе, однако Советский Союз вместе с несколькими другими странами восточного блока бойкотировал эти соревнования по политическим причинам. Вместо этого Полозов выступил на альтернативном турнире «Дружба-84» в Москве, где с результатом 1:22:40 завоевал бронзовую награду.
В 1985 году на Кубке мира в Сент-Джонсе финишировал девятым в личном зачёте 20 км и тем самым помог своим соотечественникам стать серебряными призёрами мужского командного зачёта (Кубок Лугано).
В 1986 году с личным рекордом 39:08.50 выиграл соревнования по ходьбе на 10 000 метров в Ленинграде. Принимал участие в Играх доброй воли в Москве — в программе ходьбы на 20 км показал время 1:27:49, расположившись в итоговом протоколе соревнований на 14-й строке.
За выдающиеся спортивные достижения удостоен почётного звания «Мастер спорта СССР международного класса».
Занимал должность технического директора Спортивного клуба по лёгкой атлетике имени В. И. Алексеева в Санкт-Петербурге. За заслуги перед государством, многолетнюю плодотворную деятельность в области культуры и искусства в 1996 году награждён медалью ордена «За заслуги перед Отечеством» II степени.
Участвовал в соревнованиях по лёгкой атлетике в качестве судьи. В 2016 году получил квалификацию судьи всероссийской категории.